# Język polski w epoce przedpiśmiennej

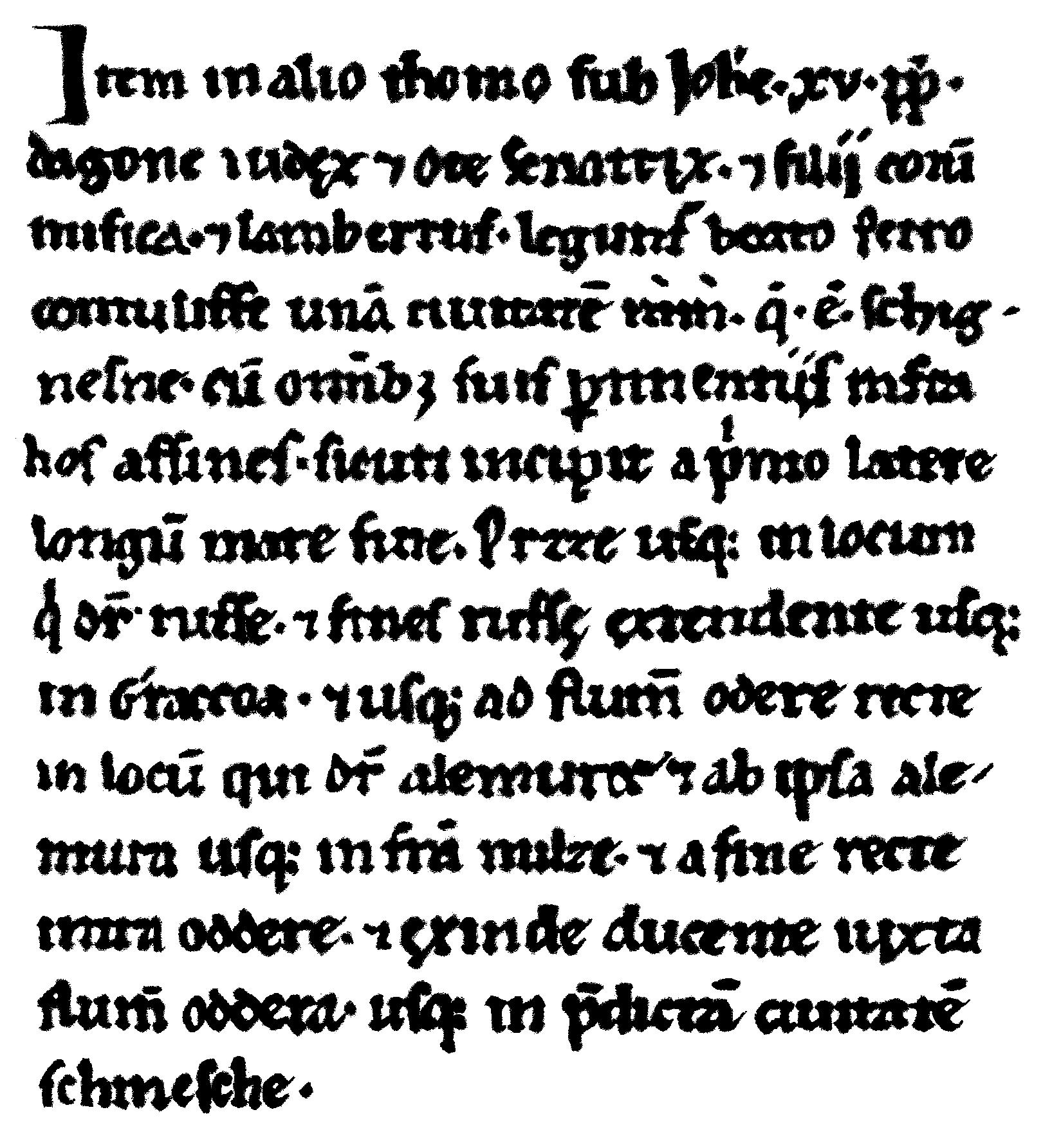
Odpis dokumentu Dagome iudex

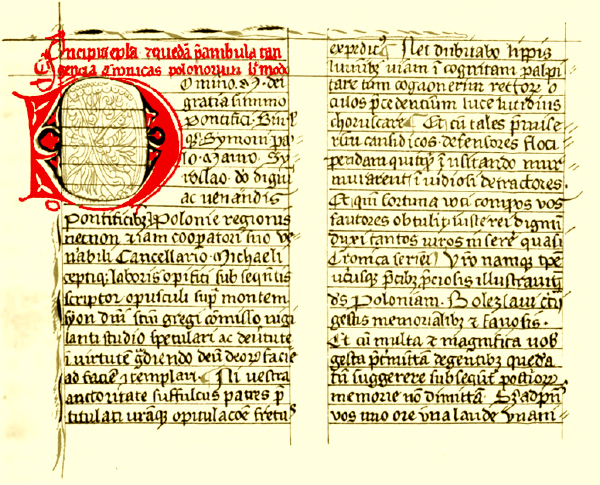
Fragment Kroniki Galla Anonima z zapisanym imionami Żyrosław i Bolesław

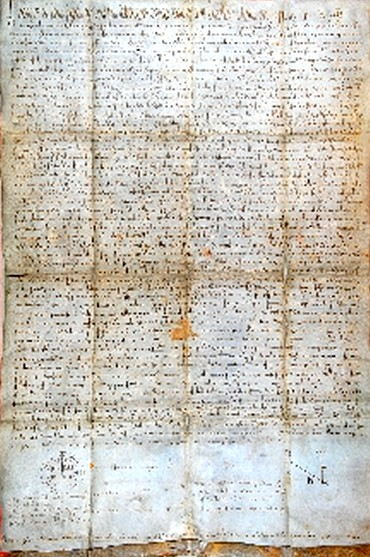
Bulla gnieźnieńska wyznaczająca granicę epoki przedpiśmiennej i piśmiennej

Epoka przedpiśmienna w historii  języka polskiego trwała od połowy X w. do połowy XII wieku. Z okresu tego znane są jedynie zapisy nazw własnych z terenu Polski, zawarte głównie w tekstach łacińskich.

## Ramy czasowe
Za początek samodzielnego rozwoju języka polskiego przyjmuje się drugą połowę X wieku, kiedy to zaczęła powstawać polska państwowość. Powstanie państwa polskiego jest we wszystkich periodyzacjach historii języka polskiego uznawane za istotny czynnik narodzin polszczyzny. Początki języka polskiego można jednak przesunąć na przełom IX i X wieku, kiedy to prawdopodobnie zaszły takie procesy, jak: dyspalatalizacja samogłosek przednich, wokalizacja jerów mocnych i wokalizacja spółgłosek sonantycznych.
Ze względu na kryterium filologiczne (czyli fakt niewystępowania lub występowania zabytków pisanych) za koniec epoki przedpiśmiennej polszczyzny uznaje się połowę XII wieku. Umowną datą jest rok 1136, kiedy to prawdopodobnie została wystawiona Bulla gnieźnieńska. Dokument ten został sporządzony w języku łacińskim poza obszarem Polski, zawiera jednak 410 polskich nazw osobowych i miejscowych, na podstawie których można zrekonstruować system fonetyczny ówczesnej polszczyzny, a także typy onomastyczne. Dlatego też Bullę gnieźnieńską można potraktować jako pierwszy zabytek filologiczny polszczyzny oraz cezurę między epoką przedpiśmienną i piśmienną języka polskiego.
Należy jednak pamiętać, że cezury między etapami rozwoju języka polskiego mają charakter umowny. Na pograniczu okresów występują stadia przejściowe, charakteryzujące się stopniowym zanikaniem starych cech i narastaniem nowych.

## Źródła

### Piśmiennictwo w Polsce
Epoka przedpiśmienna polszczyzny to z samej definicji okres, z którego nie zachowały się teksty pisane w języku polskim. Z tego czasu znane są jedynie zapisy nazw własnych z terenu Polski, zawarte głównie w tekstach łacińskich.
Nie oznacza to jednak, że przed połową XII w. nie zapisywano po polsku żadnych tekstów. Do czasów współczesnych zachowała się jedynie cząstka dorobku polskiego piśmiennictwa średniowiecznego; nieznane są liczba i charakter tekstów bezpowrotnie zaginionych na przestrzeni wieków, zaś część zachowanych źródeł oczekuje jeszcze na dokładne przebadanie.
Być może pewne elementy przedpiśmiennej twórczości w języku polskim zachowały się w przysłowiach, porzekadłach, zawołaniach czy fragmentach pieśni ludowych, notowanych od XV wieku. Według niektórych badaczy datę powstania Bogurodzicy można umieszczać już w XI/XII w., nie jest to jednak powszechnie przyjęte datowanie, najstarsze bowiem zachowane zapisy tej pieśni pochodzą dopiero z początku wieku XV.

### Zabytki piśmiennictwa
Geograf Bawarski
Najstarszym zabytkiem notujących wyrazy słowiańskie z obszaru dzisiejszej Polski (nazwy plemion: Wiślanie, Goplanie, Wiercanie, Lędzicy, Ślężanie, Dziadoszanie, Opolanie, Golęszycy) jest Geograf Bawarski z IX wieku. Zapis nazwy Dziadoszanie jest najstarszym świadectwem występowania przegłosu lechickiego.
Dagome iudex
Prawdopodobnie około 990 został sporządzony dokument określany jako Dagome iudex (zachowały się jednak tylko kopie jego streszczeń z przełomu XI i XII wieku). Zawiera on zniekształcone nazwy miejscowe jak Kraków, Gniezno, Szczecin, Odra, Prusowie, Rusowie.
Kronika Thietmara
Kolejnym zabytkiem zawierającym nazwy polskich plemion (Dziadoszycy, Ślężanie), grodów (Głogów, Krosno, Niemcza, Wrocław), rzek (Odra, Bóbr) oraz imiona (Bolesław) jest Kronika Thietmara z początku XI wieku.
Kronika Galla Anonima
Stosunkowo dużo polskich nazw własnych, osobowych i miejscowych, zawiera Kronika Galla Anonima z początku XII wieku.

## Tendencje rozwojowe
Z powodu braku tekstów w języku polskim sprzed połowy XII w. opis ówczesnej polszczyzny może opierać się jedynie na rekonstrukcji i metodach językoznawstwa historyczno-porównawczego. Przyjmuje się, że zjawiska językowe, których nie ma w rekonstruowanym języku prasłowiańskim, a które są w najstarszych tekstach zapisanych po polsku, zaszły właśnie w epoce przedpiśmiennej polszczyzny. Łatwiejsze do zrekonstruowania są zjawiska fonologiczne (uwidaczniają się nawet w pojedynczych wyrazach) niż morfologiczne czy składniowe, zauważalne dopiero w całych zdaniach.
Głównymi zjawiskami w polszczyźnie przedpiśmiennej były:
- przegłos lechicki[20]
- wokalizacja sonantów r, ŕ, l, l’[21]
- zanik i wokalizacja jerów[22]
- wzdłużenie zastępcze[23]
- ściągnięcie samogłosek rozdzielonych głoską j[24]

## Słownictwo

### Zasób
Według badań Tadeusza Lehra-Spławińskiego do czasów współczesnych zachowało się w polszczyźnie około 1700 wyrazów prasłowiańskich (ponad 1000 rzeczowników, 400 czasowników, 170 przymiotników, 80 wyrazów należących do innych części mowy), przekształconych jednak w wyniku późniejszych zmian fonetycznych. W epoce przedpiśmiennej było ich jednak znacznie więcej, gdyż wiele wyszło z użycia w późniejszych wiekach.
Wśród wyrazów odziedziczonych z prasłowiańskiego można wyróżnić grupy:
- życie duchowe człowieka – duch, rozum, pamięć, gniew, radość
- pojęcia religijne i moralne – bóg, kara, prawda, raj
- pogląd na świat i życie – życie, śmierć, osoba, imię
- właściwości duchowe człowieka – dobry, zły, mądry, głupi, łagodny, srogi
- przyroda martwa i ożywiona – ziemia, góra, brzeg, woda, rzeka, jezioro, błoto, lód
- pojęcia astronomiczne i meteorologiczne – dzień, noc, wiosna, lato, deszcz, śnieg, słońce, niebo
- rośliny – dąb, sosna, jabłoń, śliwa, brzoza, grzyb
- zwierzęta – niedźwiedź, wilk, lis, zając, bocian, wrona, mucha, pająk, wąż
- części ciała – noga, ręka, czoło, ramię, serce, żołądek, ucho, oko
- życie rodzinne – ojciec, matka, brat, siostra, stryj, wuj
- życie społeczne – chłop, sąsiad, gość, wróg, przyjaciel, wojsko, broń
- życie gospodarcze – gospodarz, żyto, pszenica, owies, sierp, kosa, ściana, ława
- właściwości ludzi, zwierząt i przedmiotów – wysoki, niski, zdrowy, chory, mały, wielki, prosty, krzywy
- nazwy czynności i stanów – być, mieć, chcieć, lubić, jeść, spać, stać, płakać
- podstawowe zaimki, liczebniki, przysłówki, przyimki i spójniki

### Zapożyczenia

#### Zapożyczenia prasłowiańskie
Większość zasobu leksykalnego odziedziczonego przez język polski w początkach jego kształtowania się to wyrazy rdzennie prasłowiańskie. Obok nich polszczyzna odziedziczyła także zapożyczenia językowe dokonane jeszcze w epoce prasłowiańskiej:
- języki germańskie – chleb, izba, ksiądz, lek, lekarz, lichwa, miecz, myto, pieniądz, piła, pług, szkło[29][28]
- łacina – bezpośrednio: wino; za pośrednictwem germańskim: cesarz, deska, kupić, misa, ocet, osioł[29][28]
- języki irańskie lub sarmackie  – kur, socha, topór[28]
- języki celtyckie – sługa[28]

#### Zapożyczenia terminologii chrześcijańskiej
Po przyjęciu chrześcijaństwa przez Mieszka I słownictwo polszczyzny wzbogaciło się o wyrazy związane z chrześcijaństwem (na terenie Śląska i Małopolski, znajdujących się w orbicie wpływów Moraw i Czech, słownictwo takie mogło przenikać już od przełomu X i XI wieku). Większość tych słów trafiła za pośrednictwem języka czeskiego, do którego z kolei zostały zaczerpnięte bezpośrednio lub pośrednio z łaciny, greckiego, niemieckiego i staro-cerkiewno-słowiańskiego. Mógł to być proces wieloetapowy, np. greckie εὐαγγέλιον (euangelion) przeszło do łaciny jako evangelium, następnie do czeskiego jako ewanjelium i do polszczyzny pierwotnie jako ewanjelia (współcześnie ewangelia). W języku czeskim miał miejsce pierwszy etap slawizacji obcojęzycznych terminów, kolejne zaś zmiany fonetyczne następowały na gruncie polszczyzny.
Przykłady:
- polski < czeski < łacina[30][31]:
  - anioł (dawn. ańjoł) < anjel < angelus
  - ewangelia (dawn. ewanjelia) < ewanjelium < evangelium
  - kolęda < kolęda (dziś kolada) < calendae
  - pacierz < pateř < pater noster
  - poganin < pogan (dziś pohan) < pāgānus
- polski < czeski < niemiecki < łacina[32][31]:
  - chrzest (dawn. krzest) < krst < Krǐst < Christus
  - kościół (dawn. *kost’oł) < kostel < kástel < castellum
  - ołtarz < oltář < altâri < altāre
- polski < czeski < niemiecki < języki romańskie
  - papież < papiež < bâbes < papes

(wyrazy poprzedzone gwiazdką * są formami zrekonstruowanymi)
Kolejna grupa zapożyczonej terminologii chrześcijańskiej to neologizmy znaczeniowe, czyli istniejące już w polszczyźnie wyrazy słowiańskie, które, na wzór języka czeskiego, przyjęły nowe znaczenie:
- ksiądz (dawn. kniądz) – „książę” → „duchowny”
- bóg – „bóstwo” → „najwyższa istota”
- niebo – „firmament” → „miejsce pobytu Boga i świętych”
- święty –  „mocny” → „osoba kanonizowana”
- piekło – „smoła” → „miejsce pobytu potępionych”

Jeszcze inna droga wchodzenia słownictwa religijnego do wczesnej polszczyzny to kalki językowe:
- pol. sumienie (dawn. sąmnienie) – czes. svědomi – łac. conscientia
- pol. czyściec – czes. čistec – łac. purgatorium
- pol. błogosławić ze staro-cerkiewnego-słowiańskiego za pośrednictwem czeskim

#### Inne zapożyczenia
W polszczyźnie przedpiśmiennej zapożyczenia niezwiązane z chrześcijaństwem lub związanie z nim pośrednio stanowiły mniej liczną grupę. Prawdopodobnie do polszczyzny trafiły wtedy z łaciny takie słowa, jak łacina, sobota, marzec, maj, szkoła, a za pośrednictwem czeskim lub niemieckim np. berło, olej, pieprz. Z języka niemieckiego (wprost lub za pośrednictwem czeskim) weszły m.in. wyrazy barwa, bławat, bursztyn, chwila, herb, izba, jedwab, perła, rycerz, świadczące o kontaktach handlowych oraz wpływach niemieckich w zakresie życia społecznego.